# Nabopolassar
Nabopolassar (em acádio: ; romaniz.: Nabu-apla-usur; lit. "Nabu, proteja o filho") foi o fundador e primeiro rei do Império Neobabilônico, reinando de 626 a 605 a.C.

## História

### Origem
De origem obscura, Nabopolassar foi um líder caldeu que se ergueu contra o despótico domínio da Assíria, aproveitando-se da morte de Assurbanípal, em 627 a.C. e de Candalanu, o rei-títere que governava Babilônia. O vazio de poder criado por essas mortes, permitiu-lhe fazer crescer suas forças e adotar uma conduta audaciosa, lançando-se, exitosamente, contra as cidades assírias de Nipur e Uruque. Essas vitórias aumentaram-lhe seu prestígio e poder, abrindo-lhe o caminho para seu reconhecimento como novo rei de Babilônia (626 a.C.).[carece de fontes?]

### Reinado
Os assírios mantiveram seu domínio sobre uma parte considerável do território babilônio e a luta continuou por vários anos. Em 616 a.C., Nabopolassar conduziu suas tropas ao longo do rio Tigre e sitiou Assur, porém viu-se obrigado a desistir, em parte devido ao apoio que os assírios receberam Neco II (r. 660–593 a.C.) do Egito. Foi então que, em 614 a.C., ele aproximou-se do medos (referidos como umman-manda, de acordo com as "crônicas babilônicas"), um povo aguerrido, cujo poderio de encontrava em pleno processo de expansão.[carece de fontes?]
Em 612 a.C., os aliados convergiram sobre Nínive e, após um longo cerco, afinal conquistaram a orgulhosa capital da Assíria. A cidade foi devastada e o rei assírio Sinsariscum desapareceu entre as chamas ateadas pelos invasores. Seu sucessor, Assurubalite II, ainda tentou resistir em Harã, com o apoio dos egípcios, mas essa cidade também caiu, três anos depois (609 a.C.).
Para manter a aliança entre medos e babilônios e não houver conflitos futuros, Nabopolassar deu seu filho Nabucodonosor II para se casar com a filha de Ciaxares (r. 625–585 a.C.), Amitis. Em 605 a.C., o rei babilônico morreu na Batalha de Carquemis, quando tinha 53 anos, deixando o Império Neobabilônico com Nabucodonosor.